# Tatra 111
Tatra 111 — трёхосный крупнотоннажный грузовой автомобиль производства чехословацкой компании Tatra. Производился с 1942 по 1962 годы. Модель, положившая начало традиционной конструкции полноприводных тяжёлых грузовиков фирмы: хребтовая рама, дизельный двигатель с воздушным охлаждением, качающиеся полуоси, обеспечивающие независимую подвеску всех колёс.

## История
Со второй половины 1920-х годов компания Tatra стала применять на своих грузовиках хребтовую раму, чего в то время не делали другие производители. В последующие годы были разработаны несколько моделей грузовиков малого и среднего класса, а также тяжёлые трёхосные модели, включая Tatra T28, Tatra T29, Tatra T85 и Tatra T86.
После аннексии Чехословакии в октябре 1938 года компания Tatra вошла в немецкий концерн Ringhoffer и стала выпускать военную технику для вермахта: танковые двигатели, лёгкие армейские вездеходы и т. д. Одновременно с этим в компании продолжали разрабатывать тяжёлые грузовики собственной конструкции. Задачей было создать грузовик с отличной проходимостью по бездорожью, тем более что в тяжёлом классе у вермахта подобных машин ранее не было. В 1939 году было начато производство трёхосной модели Tatra T81 грузоподъёмностью 6,5 тонн, и хотя этот грузовик не был полноприводным и был выпущен менее чем в 200 экземплярах, именно он послужил основой для модели T 111.
Первые образцы грузоподъёмностью 6,5 тонн были построены в 1940 году, в течение 1941 года шли испытания и доработка конструкции, а серийный выпуск модели начался в 1942 году. В ходе эксплуатации в войсках Венгрии и Румынии выяснилось, что двигатели мощностью 210 л. с., установленные на грузовики первых партий, имеют низкий ресурс, кроме того, часто происходят поломки узлов шасси. Поэтому в 1943 году конструкцию улучшили: в обновлённом варианте мощность двигателя была ограничена до 180 л. с., были усилены задние мосты, грузоподъёмность стала составлять 8 тонн. Осенью этого же года Tatra оказалась единственным поставщиком тяжёлых грузовиков для вермахта, поскольку производство всех прочих грузовиков грузоподъёмностью 6,5 тонн и выше было прекращено. В это время их оснащали фанерными эрзац-кабинами. Всего для вермахта изготовили 1445 грузовиков Tatra 111.
С наступлением мирной жизни началась модернизация грузовика, так как качество изготовления было всё ещё невысоким. К 1949 году надёжность комплектующих была повышена, на смену эрзац-кабинам пришли металлические на деревянном каркасе, а грузоподъёмность грузовика увеличилась до 10 тонн.
Всего с 1945 по 1962 год было собрано около 33 000 грузовиков Tatra 111. В октябре 1962 года на смену модели 111 пришла Tatra 138, и «111-е» были сняты с конвейера.

### В СССР
В первых числах мая 1945 года город Копршивнице, где выпускали грузовики Tatra, был освобождён, и заводчане преподнесли Красной Армии 10 грузовиков, собранных из запчастей. Это были первые грузовики Tatra 111 в СССР.
В 1945 году начались официальные поставки Tatra 111 (единственного на тот момент импортного грузовика) в СССР, и до 1949 года завод отправил в страну около 440 машин. После испытаний в НАМИ было решено продолжить закупки. Многие из поставленных машин эксплуатировались на Севере страны и в Сибири, также крупная партия ранних самосвалов Tatra 111 S1 работала на строительстве Волго-Донского канала. На этой стройке машины работали на износ и за несколько месяцев превращались в металлолом.
В середине 1950-х годов «Татры» уже можно было встретить в Якутии, Казахстане, на Урале, в Магаданской и Кемеровской областях. Двигатели с воздушным охлаждением хорошо показали себя в морозы, однако кожухи задних мостов, удерживающие смазку, напротив, оказались неустойчивыми к холодам — их приходилось заменять на самодельные. В Якутии и Магаданской области от водителей требовали пройти специальную подготовку: необходимо было отработать год в качестве автослесаря и научиться ремонтировать свой грузовик. Лишь после этого их допускали к дальним рейсам, в частности, на Колымскую трассу, связывающую Магадан с Чукотским полуостровом (дальность рейса иногда превышала 2000 километров, причём в случае поломки водитель мог рассчитывать только на себя).
Поставки «111-х» продолжались до 1955 года, и общий экспорт в Советский Союз составил 8200 машин, ещё в 1970-х годах они часто встречались на дорогах СССР. В 1973 году в Берелехской автобазе № 5 (Магаданская область) один из последних экземпляров Tatra 111S2 установили на постамент. На момент 2019 года памятник находится на реставрации.

## Конструкция
Модель 111 создавалась под руководством главного конструктора Ганса Ледвинки. Это был первый тяжёлый грузовик компании Tatra, на котором устанавливали дизельный двигатель с воздушным охлаждением; новой была и конструкция шасси: хотя хребтовая рама уже стала традиционной для автомобилей компании, ранее передний мост имел другую конструкцию и был ведомым.

### Шасси

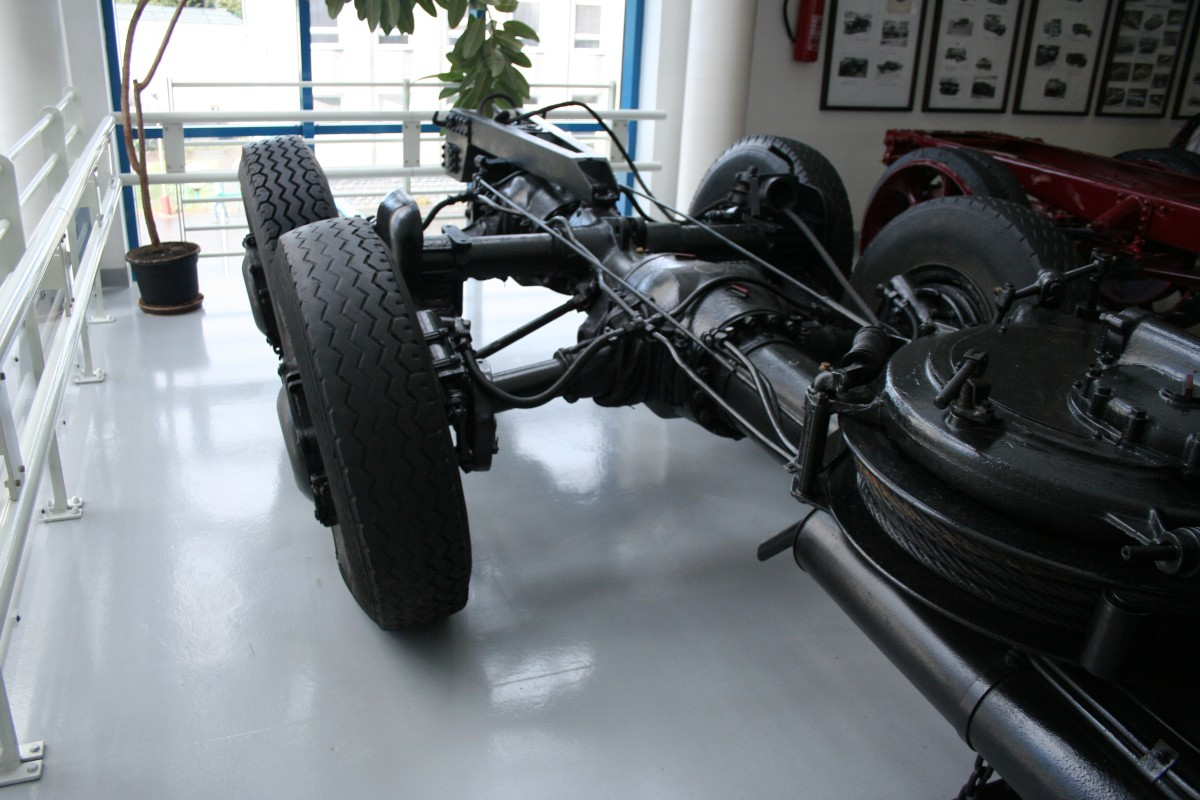
Хребтовая рама

Рама грузовика представляет из себя хребтовую трубу, в которой размещены узлы трансмиссии и из которой выходят качающиеся полуоси. Труба состоит из семи элементов: узел переднего моста; часть трубы между передним мостом и дополнительной коробкой передач; картер дополнительной коробки передач; часть трубы до среднего моста; средний мост; межмостовая вставка с креплением подвески; задний мост, оснащённый стояночным тормозом. Конструкция шарниров полуосей достаточно проста: при качании фланцы полуосей обкатываются по шестерням вала главной передачи; чтобы величина фланцев обеих полуосей была одинаковой, левые колёса задних мостов сдвинуты на 45 миллиметров по отношению к правым. Передняя подвеска состоит из четвертьэллиптических рессор и V-образных тяг, установленных под углом 45°; задние полуоси опираются на перевёрнутые полуэллиптические рессоры, закреплённые на межмостовой вставке, а удерживающие их тяги установлены также под углом 45°. Привод на задние мосты постоянный, а передний мост подключается отдельно. На задних мостах применены цилиндрические дифференциалы, блокирующиеся из кабины.
К раме крепится четырёхступенчатая коробка передач вместе с дополнительной двухступенчатой коробкой, а к их картеру, в свою очередь, жёстко присоединён двигатель вместе с механизмом сцепления. Полученный в результате силовой агрегат располагается над передней частью трубы и служит опорой для кабины.

### Двигатель
На первые партии грузовиков Tatra 111 устанавливали дизельный двигатель Tatra V910 мощностью 215 л. с. при 2250 об/мин. Грузовик, оснащённый этим силовым агрегатом, можно было разогнать до 100 км/ч, однако из-за недостаточного моторесурса мощность решили снизить.
Начиная с 1953 года грузовики укомплектовывали модернизированным мотором Tatra 111 A. Мощность его составляла уже 180 л. с. при 1900 об/мин. Это V-образный 12-цилиндровый дизельный двигатель объёмом 14,8 л; за охлаждение отвечают два осевых вентилятора, а система смазки с сухим картером обслуживается двумя масляными насосами. Для обеспечения доступа воздуха в капоте имеются прорези по бокам, а также жалюзи спереди и сверху. Угол развала цилиндров составляет 75°, между блоками цилиндров располагается топливный насос, коленчатый вал опирается на семь роликовых подшипников.
Конструкция двигателя предусматривает пуск в мороз вручную с помощью зубчатой передачи топливного насоса (если двигатель не заводится в обычном режиме). Также двигатель может работать в условиях длительного и значительного наклона в любую сторону, а также в воде при преодолении бродов. Благодаря тому что цилиндры можно снимать по отдельности, дизель обладает высокой ремонтопригодностью.

### Кабина
До 1943 года грузовики оснащали дерево-металлическими кабинами типичной для «Татр» тех времён формы, затем, во время дефицита материалов, фанерными эрзац-кабинами. После войны вернулись к первоначальному варианту кабин, а в 1953 году была разработана цельнометаллическая кабина нового типа с обратным наклоном лобового стекла. Капот аллигаторного типа, оборудованный жалюзи для регулировки потока воздуха, не менялся на протяжении всего времени выпуска.
Последняя версия кабины вмещает водителя и двух пассажиров, причём трёхместное сиденье можно разложить в две спальные полки, расположенные друг над другом. Кабина с улучшенной шумоизоляцией и вентиляцией имеет двойные стенки, а также стёкла, вставленные с использованием уплотнителей. В базовой комплектации отдельный отопитель в кабине не предусматривался — тёплый воздух поступал только от моторного отсека по воздуховоду. Руль без гидроусилителя поворачивает механизм с винтом и гайкой, имеющий большое передаточное число. За кабиной на раме установлен ящик для инструментов и запчастей.

## Модификации

### Tatra 111 R

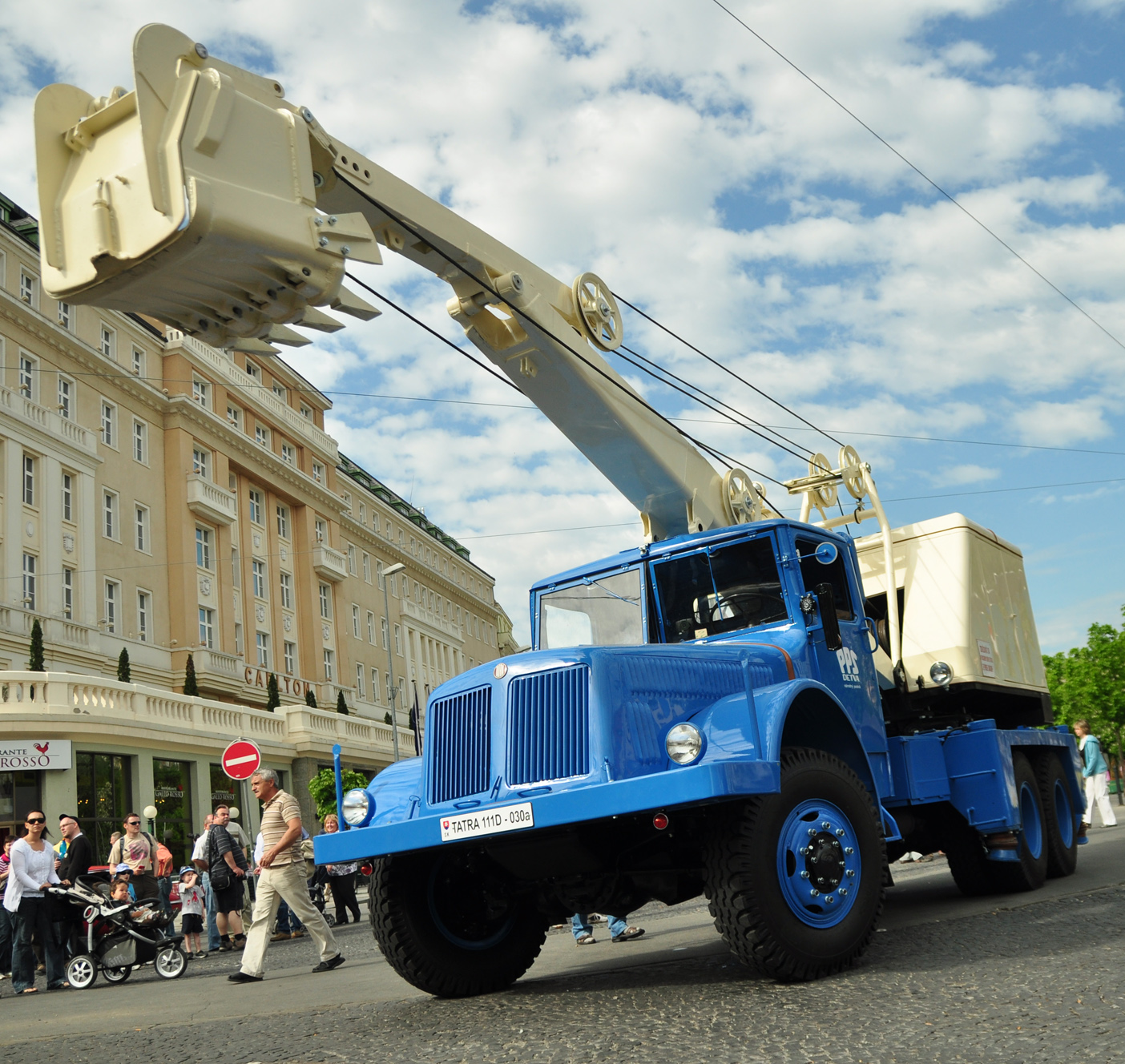
Экскаватор на шасси Tatra 111

Базовая модель семейства представляет из себя грузовик с пятиметровой бортовой платформой, рассчитанный на перевозку 10 тонн груза и буксировку 22-тонного прицепа. Максимальная скорость по шоссе составляет 61,5 км/ч, а расход топлива — 34 литра на 100 километров при скорости 46 км/ч. Габаритные размеры — 8300х2500х2640 мм, дорожный просвет — 290 мм. Снаряжённая масса — 8600 кг. Также грузовик использовали в качестве шасси для установки крана, экскаватора, цистерны, автобусного кузова и т. д. Всевозможные модификации включали в себя:
Tatra 111 RN — Бортовой грузовик, оборудованный лебёдкой с приводом от раздаточной коробки. Тяговое усилие лебёдки составляло 4700 кг вперёд и 6000 кг — назад. Стальной трос длиной 60 метров и диаметром 17,5 миллиметров мог двигаться со скоростью 0,4 м/с.
Tatra 111 S2 — Самосвал с трёхсторонней разгрузкой (влево, вправо и назад) и уменьшенной на 350 миллиметров колёсной базой. Для подъёма кузова использовались два гидроцилиндра. Полный подъём кузова на 45° занимал 20 секунд. Полностью загруженный самосвал мог преодолевать асфальтовые подъёмы уклоном до 60 %.
Tatra 111 DC5 — Карьерный самосвал грузоподъёмностью 10 тонн с кузовом ковшевого типа объёмом 5 м3, защитным козырьком над кабиной и усиленным полом. Колёсная база грузовика была ещё короче, чем у модели 111S2, и составляла 2900 мм. Благодаря малой длине диаметр разворота самосвала составлял 7,5 м, а снаряжённая масса — 9650 кг.

### Tatra 128
С 1951 по 1952 годы для нужд чехословацкой армии производили двухосную модификацию грузоподъёмностью 3 тонны с двигателем уменьшенной мощности. Именно для «Татры 128» разработали кабину с обратным наклоном лобового стекла — чтобы с воздуха были менее заметны блики. Всего выпустили 4060 грузовиков Tatra 128.

### Tatra 141
С 1957 по 1970 год на базе «111-й» выпускали балластный тягач Tatra 141. Тягач мог буксировать прицепы полной массой до 100 тонн и отличался от модели 111 удлинённой семиместной кабиной с двумя рядами сидений, дополнительными планетарными передачами в ступицах колёс, горным тормозом и лебёдкой большой мощности. Лебёдка, установленная в кузове, развивала тяговое усилие 8 тонн и была оборудована стометровым тросом диаметром 21 мм. Направляющие ролики спереди и сзади тягача позволяли тросу отклоняться на 15° при тяге спереди и на 30° — при тяге сзади. По асфальту тягач мог буксировать 100-тонный прицеп с максимальной скоростью 38 км/ч, а минимальная скорость длительного устойчивого движения благодаря планетарным передачам составляла 2,5 км/ч. Тормозной путь автопоезда с полной нагрузкой со скорости 38 км/ч не превышал 11 метров.
Перед буксировкой особо тяжёлых грузов требовалось загрузить в кузов тягача 5 тонн груза. Для лучшего сцепления со скользким покрытием дороги на тягач устанавливали песочницы. Водитель мог из кабины открывать задвижки в трубках, подсоединённых к песочницам, подавая песок под задние колёса.
На «Татру 141» устанавливали специальную модификацию двигателя T111A5 мощностью 185 л. с. при 2000 об/мин. Всего выпустили 4981 тягачей Tatra 141.

### Tatra 147

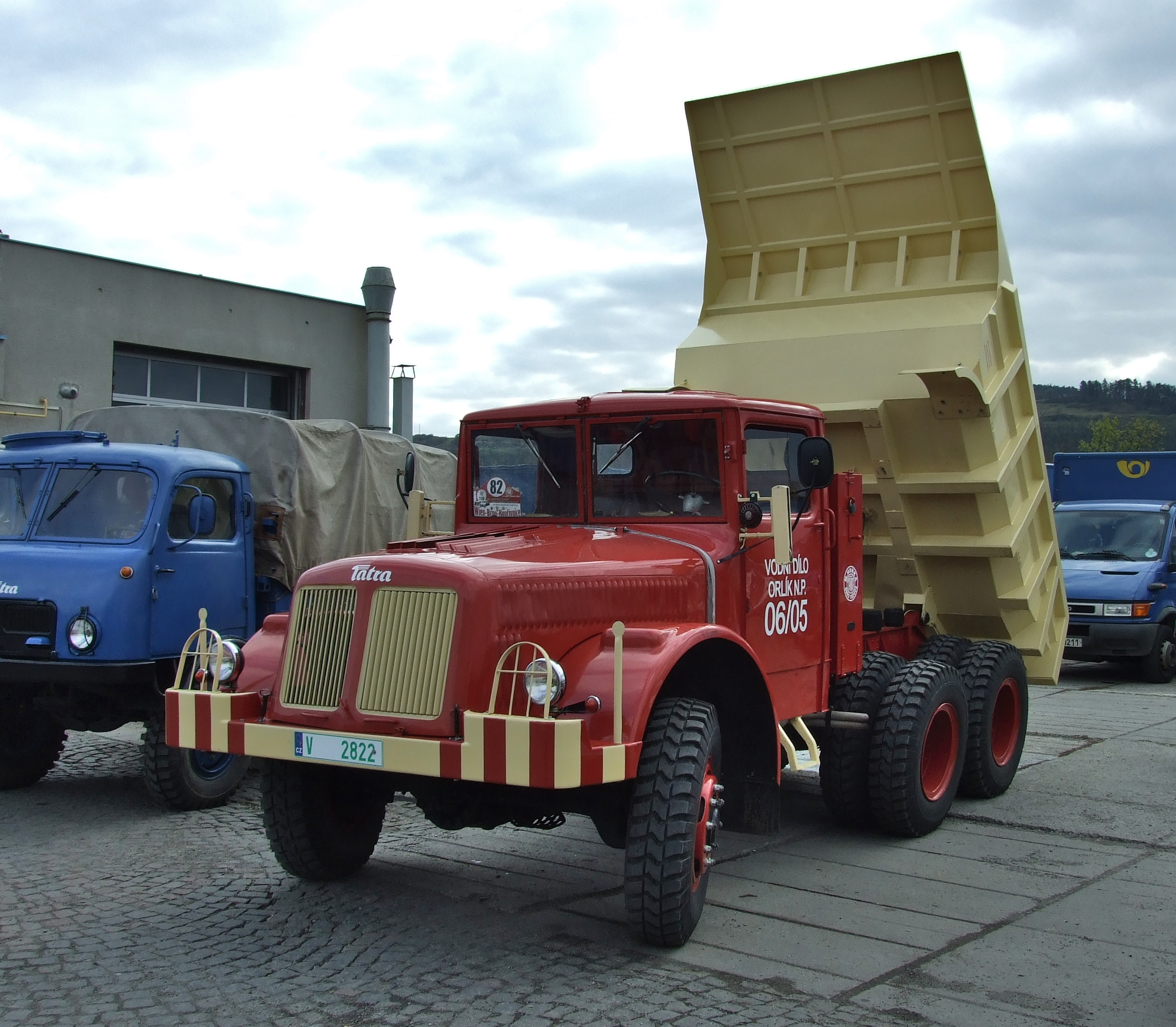
Отреставрированный самосвал Tatra 147 на выставке 2007 года

С 1957 по 1961 год производился карьерный самосвал с кузовом ковшевого типа и большим защитным козырьком над кабиной. Для увеличения манёвренности у этой модели укоротили базу. Общее количество выпущенных самосвалов неизвестно, но, по некоторым данным, составляет около 500 единиц.

## Технические характеристики
|                                                                                  | Tatra T111                            | Tatra 111R                            | Tatra 111S1 (Tatra 111S2, Tatra 111S3)    |
| -------------------------------------------------------------------------------- | ------------------------------------- | ------------------------------------- | ----------------------------------------- |
| Тип                                                                              | Бортовой                              | Бортовой                              | Самосвал с разгрузкой назад/трёхсторонней |
| Годы выпуска                                                                     | 1943—1949                             | 1953—1962                             | 1946—1953 (1952—1962)                     |
| Грузоподъёмность, т                                                              | 8—8,5                                 | 10                                    | 10                                        |
| Допустимая масса прицепа, т                                                      | 16                                    | 22                                    | —                                         |
| Габаритные размеры, мм                                                           | 8550х2500х3100                        | 8300х2500х2880                        | 8320х2500х2504 (7430х2500х2570)           |
| Колёсная база, мм (между передней и средней осями+ между средней и задней осями) | 4175+1220                             | 4175+1220                             | 4175+1220 (3825+1220)                     |
| Дорожный просвет, мм                                                             | 270                                   | 290                                   | 290                                       |
| Колёса                                                                           | Дисковые, обод 7,33V—20               | Дисковые, обод 7,33V—20               | Дисковые, обод 7,33V—20                   |
| Размер шин                                                                       | 10,50—20 (270—20)                     | 11,00—20                              | 11,00—20                                  |
| Максимальная скорость с полной нагрузкой, км/ч                                   | 60                                    | 62                                    | 61,5                                      |
| Расход топлива, л/100 км                                                         | 38                                    | 34                                    | 35                                        |
| Двигатель                                                                        |                                       |                                       |                                           |
| Модель                                                                           | Т103 (V850)                           | Т111 (V950)                           | Т111 (V950)                               |
| Тип                                                                              | дизельный, V-образный, 12-цилиндровый | дизельный, V-образный, 12-цилиндровый | дизельный, V-образный, 12-цилиндровый     |
| Рабочий объём, cм3                                                               | 14 825                                | 14 825                                | 14 825                                    |
| Мощность, л.с                                                                    | 180 при 1800 мин−1                    | 180 при 1800 мин−1                    | 180 при 1800 мин−1                        |

## В кинематографе
В СССР эксплуатировалось много грузовиков Tatra 111, поэтому некоторые из них попали в кадры отечественных фильмов, в том числе в роли машин вермахта. Вот некоторые из них:
- «Человек-амфибия» (1961 год);
- «Стёжки-дорожки» (1963 год);
- «Происшествие, которого никто не заметил» (1967 год);
- «Нюркина жизнь» (1970 год).

В роли немецких грузовиков:
- «Живые и мёртвые» (1964 год);
- «Один шанс из тысячи» (1967 год);
- «Дожить до рассвета» (1975 год)[1].